# مسجد عماد
مسجد عماد مربوط به اوایل دوره قاجاریان است و در تربت حیدریه، خیابان فرمانداری، روبری دارایی واقع شده و این اثر در تاریخ ۵ تیر ۱۳۸۴ با شمارهٔ ثبت ۱۱۹۲۱ به‌عنوان یکی از آثار ملی ایران به ثبت رسیده است.
- متأسفانه این مسجد مدت زیادی غیرفعال بوده که اخیراً توسط یک گروه فرهنگی در سال ۱۳۹۵ شروع به مرمت سازی شده است و همچنین فعالیت‌های گسترده‌ای در این مسجد صورت می‌گیرد